# Avinyó Nou

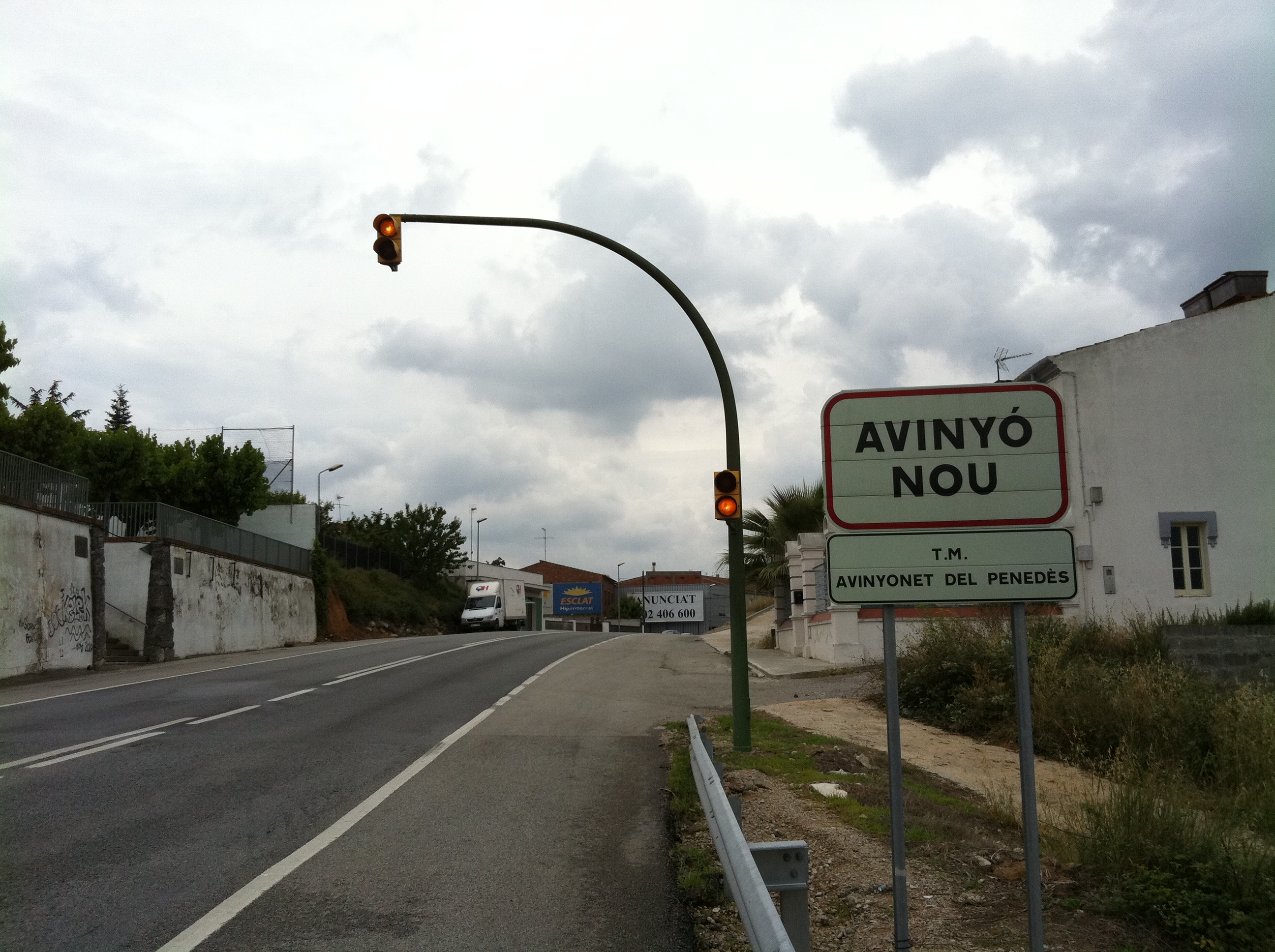
Entrada al nucli de població

Avinyó Nou és un nucli de població, cap del terme municipal d'Avinyonet del Penedès, a l'Alt Penedès, situat a l'entroncament de la carretera de Barcelona a València, la N-340, amb la que es dirigeix a Barcelona per Begues. Fins a l'any 2007 el seu nom era les Cabòries, però aquell any els veïns del nucli van debatre sobre la necessitat de canviar-ne el nom, per tal que no tingués res a veure amb el mot general cabòria 'preocupació, mania, pensament que ocupa molt de temps'. Arran d'aquest debat va sorgir la nova la denominació Avinyó Nou.

## Història
Les primeres referències del poble són del segle XVII, relacionades amb la parròquia de Sant Salvador de les Gunyoles. El desenvolupament del poble, gràcies a la seva ubicació, va ser durant el segle XVIII. A mitjans d'aquest segle es va constituir la casa consistorial, al carrer del Carme, en un solar propietat de can Porràfols. El 1909, a causa de l'estat ruïnós de l'edifici, es va construir el nou ajuntament, l'actual, que també incloïa les escoles, en terrenys dels senyors Font Rius i Pere Ràfols, de la masia de Can Ràfols dels Caus. Aquest Ràfols era aleshores l'alcalde i a més de donar el terreny, va costejar les obres. El nou edifici va donar peu a formar-se el carrer Pere Ràfols, amb cases fetes per gent que vivien a Les Gunyoles.